# Кросс-культурная дидактика
Кросс-культу́рная дида́ктика (англ. Multicultural education) — раздел педагогики, в рамках которого изучается построение учебного процесса в поликультурной учебной среде, методы и формы его организации.
Родственные понятия: «межкультурное образование» (характерно в первую очередь для Западной Европы, подготовка студентов для взаимодействия с представителями других культур, формирование толерантности), «мультикультурное образование» (используется в США и Канаде, знакомство с другими культурами для объединения людей), «поликультурное образование» (Россия и Восточная Европа, усвоение знаний о других культурах, выявление общего и особенного в культурных ценностях).
В рамках кросс-культурной дидактики изучаются следующие структурные единицы знания:
- описание целей и ценностей обучения в каждой культурной группе;
- культурные особенности когнитивной деятельности;
- применение различных стилей обучения;
- специфика педагогического дискурса;
- методология и контрольно-измерительные материалы применительно к поликультурной среде.

## Ключевые особенности
Проблематика кросс-культурной дидактики связана с преодолением барьеров, происходящих от специфики образования в каждой отдельной культуре (методы и стили преподавания, микро- и макродискурсы педагогического сообщества). Для построения поликультурной образовательной среды представляется необходимым объединять различные образовательные систем и модели, так как это помогло бы снять острые культурные противоречия и совмещать достоинства каждой образовательной системы.
Поликультурное образование строится в пространстве, называемом образовательной кросс-культурой, — совокупностью различных информационно-педагогических сред, которые взаимодействуют между собой в виде образовательной коммуникации. Механизм взаимопроникновения напоминает физический процесс диффузии: компоненты культур усваиваются другими культурами.
Кросс-культурная дидактика включает в себя также 5 измерений:
1. Интеграция контента: использование примеров из разных культур в процессе обучения.
2. Построение компетенций: учителя должны помочь понять, исследовать и определить, как неявные культурные допущения, ориентиры, перспективы и предубеждения в рамках дисциплины влияют на процесс получения знаний.
3. Преодоление предубеждений: это измерение фокусируется на характеристиках различных этнических установок студентов и на том, как их можно изменить с помощью методик обучения.
4. Расширение возможностей школьной культуры: необходимо изучить особенности взаимодействия различающихся по этническим и расовым признакам учеников и персонала школы, чтобы создать культуру, которая расширяет возможности учащихся из различных расовых, этнических и гендерных групп.
5. Этичная педагогика: учителя меняют процесс и методологию обучения таким образом, чтобы способствовать повышению успеваемости учащихся из различных расовых, культурных, гендерных и социальных групп[4].

## История
Появление кросс-культурной дидактики было обусловлено развитием научного дискурса относительно проблематики взаимодействия представителей разных культур. Выделение кросс-культурной дидактики в отдельный вид научного поиска обусловлен развитием следующих научных дисциплин:
- кросс-культурная психология (исследование психологических параметров представителей разных культур для выявления важных показателей мышления и поведения;
- психологическая антропология (анализ социокультурных аспектов через психологические механизмы, свойственные представителям разных культур);
- культурно-историческая психология (рассмотрение различных культурных моделей, которые определяют поведение индивида в различных ситуациях);
- этнокультурная психология (особенности поведения людей в рамках уникальной культурной среды);
- этнокультурология (осмысление процессов, возникающих на поликультурном пространстве).

Кросс-культурная дидактика как самостоятельное направление появилось в 1980-е гг. в связи с активным развитием миграционных процессов, необходимостью взаимодействовать с представителями других культур, необходимостью преодоления этнической нетерпимости..
Вследствие того, что кросс-культурная дидактика — комплексная дисциплина, которая появилась только 30 лет назад, она не обладает устоявшимся категориальным и понятийным аппаратом. Кроме того, эта сфера отличается широким разнообразием подходов, которые были разделены на несколько крупных направлений по следующим характеристикам:
- поликультурное образование как идея, концепция, философия (Ж. Гэй, Б. Барбер и другие);
- поликультурное образование как реформаторское движение (К. Бэннет);
- поликультурное образование — идея и движение за реформирование (Дж. Бэнкс)[6].

## Практическое применение
Положения кросс-культурной дидактики активно используются на практике в американской системе образования на всех уровнях — от начальной школы до высших учебных заведений. Распространение идей мультикультурного образования требовало разработки единых тестов для оценки знаний, адаптации существующих образовательных программ в соответствии с новыми требованиями, а также изменения поведения учителей по отношению к представителям различных культур.
Например, в начальной школе особое внимание уделяется подбору литературы, которая отражала бы культурное многообразие и позволяла бы формировать кросс-культурные компетенции с ранних лет. Список литературы формируется в соответствии со следующими критериями:
- Наличие материала для исследования различий, а не стирание границ между культурами;
- Обогащение понимания истории и жизни, предоставление возможности для исследования ситуации со стороны меньшинств, притесняемых в разные времена;
- Истории должны содержать механизмы действий в различных социальных ситуациях;
- Наличие материала для исследования доминирующих систем значений, которые действуют в нашем обществе, чтобы позиционировать людей и группы людей как «других»[7].

Большое внимание также уделяется адаптации программ и введению специальных курсов для построения кросс-культурных компетенций на более высоких уровнях образования: в старшей школе и колледжах.
В Российской Федерации разработка методологии, которая способствовала бы формированию соответствующих компетенций, пока находится на концептуальной стадии: изучаются различные возможности внедрения кросс-культурной дидактики на уровне школы. Современный этап развития поликультурного образования (с начала 2000-х гг. до настоящего времени) связан с процессами глобализации, с развитием личности, с индивидуальным опытом человека. Данные процессы потребовали внесения в содержание профессионального образования знания о мировых цивилизациях и элементов межкультурного образования, в связи с чем в некоторых российских университетах были введены соответствующие курсы.

## Критика
Развитие кросс-культурной дидактики сопряжено с несколькими крупными проблемами.
Не выработано устоявшихся понятий и не определены единые смыслы даже для ключевых аспектов кросс-культурной дидактики. Не существует критериев, по которым можно было бы определить различия между различными подходами к понятию кросс-культурной дидактики и смежных понятий. Это порождает различное понимание задач кросс-культурной дидактики и разнообразие подходов. Идеи ассимиляции и этноцентризма в педагогике предполагают избавление от отличий, присущих разным культурам. Идеи кросс-культурного (интеркультурного) образования — сотрудничество, ограниченное консервацией таких отличий. Идеи мультикультурного (поликультурного) образования — интеграцию и взаимное обогащение субкультур. Противоречия в таких подходах обусловлены различным течением кросс-культурной коммуникации в различных научных и практических педагогических сообществах.
Кроме того, не определен вопрос, что же представляют собой субъекты образования в кросс-культурной дидактике. Ряд ученых трактует его весьма широко, применительно к любым субкультурам, включая женщин, пожилых, людей с задержками в развитии, высокоодаренных, малоимущих, сексуальных меньшинств и пр. При этом большинство специалистов характеризует культуру как этническую общность с определенным мировоззрением.
Важнейшим аспектом является преодоление проблем, связанных с многовековыми традициями образования, нацеленного на построение монокультурного государства (к примеру, в образовании США до сих пор сильна идеология «плавильной печи», ориентированная на формирования единой американской идентичности). Как отмечает А. В. Джуринский, обращение к ценностям доминирующей культуры, проявляющихся и в образовании, было бегством от бедности и единственным путем к социальным лифтам. Французская школа по-прежнему во многом продолжает ориентироваться на идеи трансформации учащихся различных рас и культур в носителей традиционной культуры галлов.
Из этого вытекает крупнейшая проблема кросс-культурной дидактики — поиск баланса между различными культурами и отказ от доминирования как крупных, так и малых культур.
Также в современной кросс-культурной дидатике не определено, как взаимодействуют поликультурная дидактика как процесс обучения, выяснения новых фактов и приобретения компетенций и поликультурное воспитание как возвышение личности до ценностей определенной культуры.
Не очерчены границы и механизмы организации образовательного процесса в поликультурной среде в части его содержания и методологии на всех уровнях обучения.
Кроме того, существует определенная необходимость в выделении отличий между поликультурным и монокультурным образованием.
Важнейшим вопросом является формирование и измерение межкультурной компетентности всех участников образовательного процесса.